# 嘧啶肟草醚
嘧啶肟草醚（研发代号：LGC-40863）是一种含氮有机化合物，分子式C
32H
27N
5O
8，属于嘧啶水杨酸类除草剂，由韩国LG化学有限公司研发。